# الدار شاه‌مرادوف
الدار شاه‌مرادوف (به ازبکی: Eldor Shomurodov) بازیکن فوتبال اهل ازبکستان است برای رم ایتالیا بازی می‌کند.

## افتخارات
رم
- لیگ کنفرانس اروپا ۲۲_۲۰۲۱ قهرمان

## آمار ملی

### بازی‌های ملی
تا تاریخ ۲۱ نوامبر ۲۰۲۳
| ازبکستان | ازبکستان | ازبکستان | ازبکستان |
| سال      | بازی     | گل       | پاس گل   |
| -------- | -------- | -------- | -------- |
| ۲۰۱۵     | ۲        | ۱        | ۰        |
| ۲۰۱۶     | ۱۲       | ۳        | ۰        |
| ۲۰۱۷     | ۷        | ۲        | ۱        |
| ۲۰۱۸     | ۷        | ۰        | ۱        |
| ۲۰۱۹     | ۱۴       | ۱۳       | ۰        |
| ۲۰۲۰     | ۱        | ۱        | ۰        |
| ۲۰۲۱     | ۸        | ۲        | ۰        |
| ۲۰۲۲     | ۱۰       | ۱۱       | ۳        |
| ۲۰۲۳     | ۸        | ۵        | ۴        |
| مجموع    | ۶۹       | ۳۸       | ۹        |

### گل‌های ملی
| شماره | تاریخ           | میزبان        | بازی ملی | حریف        | نتیجه | رقابت                        |
| ----- | --------------- | ------------- | -------- | ----------- | ----- | ---------------------------- |
| ۱     | ۸ اکتبر ۲۰۱۵    | رفاع          | ۲        | بحرین       | ۴–۰   | مقدماتی جام جهانی ۲۰۱۸       |
| ۲     | ۱۴ فوریه ۲۰۱۶   | دبی           | ۳        | لبنان       | ۲–۰   | دوستانه                      |
| ۳     | ۷ ژوئن ۲۰۱۶     | بد والترسدورف | ۶        | کانادا      | ۱–۲   | دوستانه                      |
| ۴     | ۲۴ ژوئیه ۲۰۱۶   | تاشکند        | ۷        | عراق        | ۲–۱   | دوستانه                      |
| ۵     | ۲۴ ژانویه ۲۰۱۷  | دبی           | ۱۵       | گرجستان     | ۲–۲   | دوستانه                      |
| ۶     | ۲۴ ژانویه ۲۰۱۷  | دبی           | ۱۵       | گرجستان     | ۲–۲   | دوستانه                      |
| ۷     | ۹ ژانویه ۲۰۱۹   | شارجه         | ۲۹       | عمان        | ۲–۱   | جام ملت‌های آسیا ۲۰۱۹         |
| ۸     | ۱۳ ژانویه ۲۰۱۹  | دبی           | ۳۰       | ترکمنستان   | ۴–۰   | جام ملت‌های آسیا ۲۰۱۹         |
| ۹     | ۱۳ ژانویه ۲۰۱۹  | دبی           | ۳۰       | ترکمنستان   | ۴–۰   | جام ملت‌های آسیا ۲۰۱۹         |
| ۱۰    | ۱۷ ژانویه ۲۰۱۹  | العین         | ۳۱       | ژاپن        | ۱–۲   | جام ملت‌های آسیا ۲۰۱۹         |
| ۱۱    | ۲۵ مارس ۲۰۱۹    | نانینگ        | ۳۴       | چین         | ۱–۰   | جام چین ۲۰۱۹                 |
| ۱۲    | ۱۱ ژوئن ۲۰۱۹    | تاشکند        | ۳۶       | سوریه       | ۲–۰   | دوستانه                      |
| ۱۳    | ۱۱ ژوئن ۲۰۱۹    | تاشکند        | ۳۶       | سوریه       | ۲–۰   | دوستانه                      |
| ۱۴    | ۱۰ اکتبر ۲۰۱۹   | تاشکند        | ۳۹       | یمن         | ۵–۰   | مقدماتی جام جهانی ۲۰۲۲       |
| ۱۵    | ۱۵ اکتبر ۲۰۱۹   | کالنگ         | ۴۰       | سنگاپور     | ۳–۱   | مقدماتی جام جهانی ۲۰۲۲       |
| ۱۶    | ۱۵ اکتبر ۲۰۱۹   | کالنگ         | ۴۰       | سنگاپور     | ۳–۱   | مقدماتی جام جهانی ۲۰۲۲       |
| ۱۷    | ۱۴ نوامبر ۲۰۱۹  | تاشکند        | ۴۱       | عربستان     | ۲–۳   | مقدماتی جام جهانی ۲۰۲۲       |
| ۱۸    | ۱۹ نوامبر ۲۰۱۹  | تاشکند        | ۴۲       | فلسطین      | ۲–۰   | مقدماتی جام جهانی ۲۰۲۲       |
| ۱۹    | ۱۹ نوامبر ۲۰۱۹  | تاشکند        | ۴۲       | فلسطین      | ۲–۰   | مقدماتی جام جهانی ۲۰۲۲       |
| ۲۰    | ۸ اکتبر ۲۰۲۰    | تاشکند        | ۴۳       | ایران       | ۱–۲   | دوستانه                      |
| ۲۱    | ۷ ژوئن ۲۰۲۱     | ریاض          | ۴۵       | سنگاپور     | ۵–۰   | مقدماتی جام جهانی ۲۰۲۲       |
| ۲۲    | ۵ سپتامبر ۲۰۲۱  | سولنا         | ۴۸       | سوئد        | ۱–۲   | دوستانه                      |
| ۲۳    | ۲۷ ژانویه ۲۰۲۲  | دبی           | ۵۲       | سودان جنوبی | ۳–۰   | دوستانه                      |
| ۲۴    | ۲۷ ژانویه ۲۰۲۲  | دبی           | ۵۲       | سودان جنوبی | ۳–۰   | دوستانه                      |
| ۲۵    | ۲۵ مارس ۲۰۲۲    | نمنگان        | ۵۳       | قرقیزستان   | ۳–۱   | جام نوروز                    |
| ۲۶    | ۲۹ مارس ۲۰۲۲    | نمنگان        | ۵۴       | اوگاندا     | ۴–۲   | جام نوروز                    |
| ۲۷    | ۲۹ مارس ۲۰۲۲    | نمنگان        | ۵۴       | اوگاندا     | ۴–۲   | جام نوروز                    |
| ۲۸    | ۲۹ مارس ۲۰۲۲    | نمنگان        | ۵۴       | اوگاندا     | ۴–۲   | جام نوروز                    |
| ۲۹    | ۱۱ ژوئن ۲۰۲۲    | نمنگان        | ۵۶       | مالدیو      | ۴–۰   | مقدماتی جام ملت‌های آسیا ۲۰۲۳ |
| ۳۰    | ۱۱ ژوئن ۲۰۲۲    | نمنگان        | ۵۶       | مالدیو      | ۴–۰   | مقدماتی جام ملت‌های آسیا ۲۰۲۳ |
| ۳۱    | ۱۱ ژوئن ۲۰۲۲    | نمنگان        | ۵۶       | مالدیو      | ۴–۰   | مقدماتی جام ملت‌های آسیا ۲۰۲۳ |
| ۳۲    | ۲۷ سپتامبر ۲۰۲۲ | سوون          | ۵۹       | کاستاریکا   | ۱–۲   | دوستانه                      |
| ۳۳    | ۱۶ نوامبر ۲۰۲۲  | تاشکند        | ۶۰       | قزاقستان    | ۲–۰   | دوستانه                      |
| ۳۴    | ۲۴ مارس ۲۰۲۳    | جده           | ۶۲       | بولیوی      | ۱–۰   | دوستانه                      |
| ۳۵    | ۱۴ ژوئن ۲۰۲۳    | تاشکند        | ۶۴       | ترکمنستان   | ۲–۰   | تورنمنت کافا ۲۰۲۳            |
| ۳۶    | ۱۴ ژوئن ۲۰۲۳    | تاشکند        | ۶۴       | ترکمنستان   | ۲–۰   | تورنمنت کافا ۲۰۲۳            |
| ۳۷    | ۱۷ ژوئن ۲۰۲۳    | تاشکند        | ۶۵       | تاجیکستان   | ۵–۱   | تورنمنت کافا ۲۰۲۳            |
| ۳۸    | ۱۶ نوامبر ۲۰۲۳  | عشق‌آباد       | ۶۸       | ترکمنستان   | ۳–۱   | مقدماتی جام جهانی ۲۰۲۶       |